# Pullblox
Pullblox (ou Pushmo en Amérique du Nord) est un jeu vidéo de puzzle sorti en 2011 sur Nintendo 3DS. Le jeu est développé par Intelligent Systems et édité par Nintendo et est disponible uniquement en téléchargement sur le Nintendo eShop.

## Système de jeu
Pullblox est un jeu de puzzle avec des éléments de jeu de plates-formes très légers. Des enfants sont piégés dans d'immenses blocs de puzzle, appelés « pullblox ». Le héros, Mallo, se lance à leur rescousse. Il doit grimper sur les différentes structures et tirer ou pousser des blocs pour progresser.
Il y a plus de 200 pullblox, mais les joueurs peuvent aussi créer les leurs et les échanger à l'aide de codes QR.

## Accueil
Le jeu reçoit d'excellentes critiques lors de sa sortie en 2011, particulièrement pour sa présentation (personnages, bande-son et graphismes 3D) ainsi que son originalité. Il obtient un score de 90 % sur la base de 31 critiques sur Metacritic.